# Éric Bachelart
Éric Bachelart (Bruxelas, 28 de fevereiro de 1961) é um ex-automobilista belga. Atualmente é chefe de equipe da Conquest Racing.

## Carreira
Apesar de ter iniciado sua carreira em território belga (correu em categorias de turismo, por Audi e Peugeot), Bachelart migrou para os EUA pouco depois. Em 1988, tentou se classificar para os GP's de Le Mans e Zolder da Fórmula 3000, mas não teve sucesso.
Em 1991, foi campeão da Indy Lights, pela equipe Landford Racing. Ao mesmo tempo que disputava a Procar (Campeonato de Turismo da Bélgica), competia na CART (futura Champ Car) pela equipe Coyne (que se tornaria Payton/Coyne entre 1995 e 2000 e se chamaria Dale Coyne Racing a partir de 2001). Estreou no GP de Surfer's Paradise de 1992, onde abandonou. Deisitiu de correr a etapa de Vancouver e não obteve a classificação para o GP de Nazareth. Após chegar em décimo-sexto no GP de Mid-Ohio, Bachelart decidiu largar a carreira nos monopostos, parando oficialmente em 2000, depois de ter disputado a edição das 24 Horas de Spa-Francorchamps daquele ano. 
Disputaria duas edições das 500 Milhas de Indianápolis - 1992 e 1995, já em final de carreira - , mas em ambas não correu mais do que seis voltas.

## Dono de equipe
Em 1997, Bachelart viraria dono de equipe, apesar de ainda estar correndo - a Conquest Racing estrearia sob seu comando na Indy Lights no mesmo ano.
Quatro anos depois, a equipe subiria para a IRL, tendo como piloto o francês Laurent Redon. Sua primeira temporada completa seria em 2002, mas um acidente envolvendo Redon nas 500 Milhas de Indianápolis encerrou a carreira do francês e também a curta trajetória da Conquest na categoria. Em 2003, a equipe, ainda com o patrocínio da Mi-Jack, voltaria para uma CART em estado terminal de existência, sendo representada pelo brasileiro Mário Haberfeld, que marcou 71 pontos, terminando em décimo-segundo lugar. 
Até 2007, Bachelart teria como pilotos de sua equipe os franceses Nelson Philippe e Franck Perera, os brasileiros Alex Sperafico e Enrique Bernoldi, o inglês Justin Wilson, o canadense Andrew Ranger, o holandês Charles Zwolsman, o neozelandês Matt Halliday e o belga Jan Heylen, mas todos não obtiveram grandes resultados. Com a reunificação da Champ Car com a IRL, Bernoldi e Perera seriam os primeiros da antiga categoria a migrar após a mesma.
Além deles, os brasileiros Jaime Câmara, Bruno Junqueira, Mario Romancini e João Paulo de Oliveira, o belga Bertrand Baguette, o canadense Alex Tagliani, o japonês Kosuke Matsuura, o colombiano Sebastian Saavedra, o italiano Francesco Dracone, o sul-africano Tomas Scheckter e o nipo-americano Roger Yasukawa disputaram provas da Indy pela Conquest.